# Serra Çağan

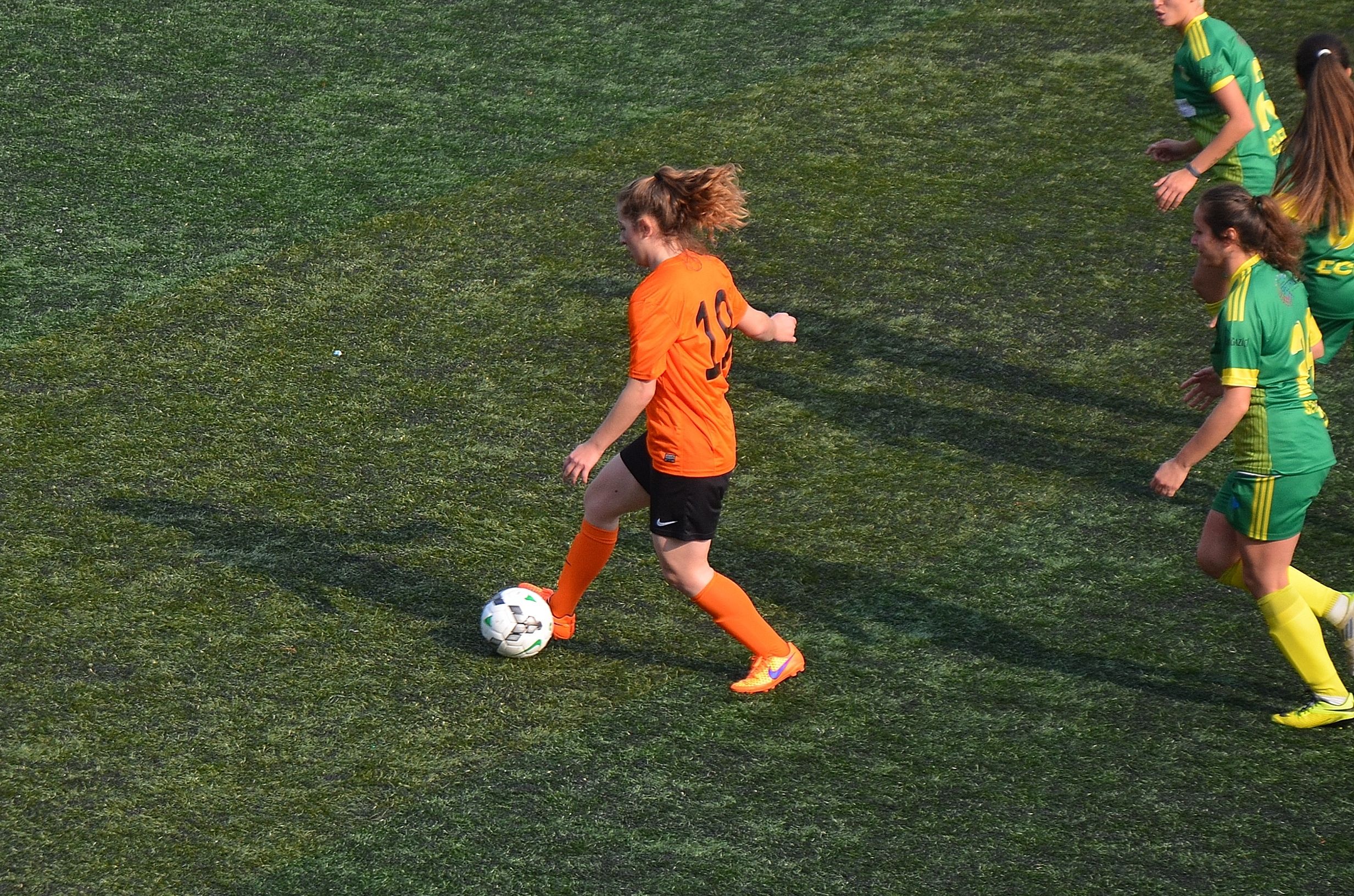
Serra Çağan (nombre dorsal 19)

Serra Çağan (İzmit, 17 de febrer de 1997) és una futbolista turca. Actualment juga al club de futbol femení Muratpaşa Belediyespor d'Antalya i també a la selecció turca.